# Lower Canada College
 (février 2008).
Si vous disposez d'ouvrages ou d'articles de référence ou si vous connaissez des sites web de qualité traitant du thème abordé ici, merci de compléter l'article en donnant les références utiles à sa vérifiabilité et en les liant à la section « Notes et références ».
Le Lower Canada College (français : Collège du Bas-Canada) de Montréal est une école primaire et secondaire privée. Le collège fut fondé en 1861 sous le nom d'école St. John's et a changé de nom en 1909 pour devenir le Lower Canada College. 
Le Lower Canada College offre le programme scolaire de la maternelle à la 12e année. Les étudiants obtiennent leur diplôme d'études secondaires au terme de 11 année d'études et peuvent quitter pour poursuivre leurs études au collège Québécois selon le système scolaire conventionnel ou poursuivre leurs études jusqu'en 12e année pour effectuer une année d'études pré-universitaire selon le système anglo-saxon.
L'école est une des dernières à posséder un terrain extérieur de hockey. En plus du hockey, le Lower Canada College est célèbre pour ses équipes sportives en football, en soccer, en basketball et en rugby : les Lions.
Une forte rivalité, sportive et académique, a court entre le Lower Canada College et Selwyn House School (en).
Autrefois une institution pour garçons, le collège est maintenant mixte ayant une population étudiante composée d'environ 40 % de filles. 
Les filles ont été accueillies pour la première fois en 12e années en 1992, et ont été accueillies dans les autres classes à partir de l'année scolaire 1995-96.
En plus d'être devenu une institution mixte, le Lower Canada College est devenu une institution bilingue offrant des cours en français et en anglais.

## Diplômés célèbres
- W. David Angus
- Peter Behrens
- Willard Boyle
- Brian Brooke Claxton
- George Ignatieff
- Greg Rusedski
- Bernard Shapiro
- Harold Shapiro
- Patrick Watson
- Lorne Webster
- Mark Cornforth